# Ministerie van Buitenlandse Zaken (Letland)
Het ministerie van Buitenlandse Zaken (Letland) (Lets: Latvijas Republikas Ārlietu ministrija) is een overheidsinstelling van Letland belast met het onderhouden van buitenlandse betrekkingen en het ontwikkelen en uitvoeren van het Lets buitenlands beleid.
Het ministerie van Buitenlandse Zaken van Letland werd opgericht in 1918 nadat de eerste diplomatieke missies waren gevormd. Het ministerie werd in 1940 ontbonden na de inlijving van Letland door de Sovjet-Unie, maar opnieuw opgericht op 22 mei 1990. De eerste minister van Buitenlandse Zaken na de onafhankelijkheid was Jānis Jurkāns. Het ministerie wordt momenteel geleid door Baiba Braže.
Het neoclassicistisch gebouw van het ministerie van Buitenlandse Zaken is gebouwd door architect Augusts Vite.